# جان-لويس دوماس
جان-لويس دوماس (بالفرنسية: Jean-Louis Dumas)‏ هو شخصية أعمال وموسيقي ومصور ورائد أعمال فرنسي، ولد في 2 فبراير 1938 في باريس في فرنسا، وتوفي بنفس المكان في 1 مايو 2010 بسبب مرض باركنسون.